# Japan op het wereldkampioenschap strandvoetbal 2008
Japan is een van de deelnemende landen op het Wereldkampioenschap strandvoetbal 2008 in Marseille. Het is de vierde maal dat ze meedoen sinds het WK onder auspiciën van de FIFA staat.

## Wedstrijden op het Wereldkampioenschap
Japan werd ingedeeld in groep D, samen met Brazilië, Spanje en Mexico. In deze groep werden de Japanners kansloos laatste. Het dieptepunt was het 8-1-verlies tegen Brazilië.
Omdat alle wedstrijden verloren werden mocht Japan niet door naar de kwartfinales.

### Groepsfase
| Team     | G | W | P | V | Voor | Tegen | Saldo | Punten |
| -------- | - | - | - | - | ---- | ----- | ----- | ------ |
| Brazilië | 3 | 3 | 0 | 0 | 18   | 4     | +14   | 9      |
| Spanje   | 3 | 2 | 0 | 1 | 10   | 5     | +5    | 6      |
| Mexico   | 3 | 1 | 0 | 2 | 6    | 12    | -6    | 3      |
| Japan    | 3 | 0 | 0 | 3 | 5    | 18    | -13   | 0      |

 Mexico 4-3  Japan
 Japan 1-8  Brazilië
 Spanje 6-1  Japan

## Selectie
| No. | Naam                 | Positie    |
| 1.  | Shingo Terukina      | doelman    |
| 2.  | Takashi Takiguchi    | verdediger |
| 3.  | Noriaki Maruo        | verdediger |
| 4.  | Shinji Makino        | verdediger |
| 5.  | Teruki Tabata        | verdediger |
| 6.  | Tomoya Uehara        | aanvaller  |
| 7.  | Takeshi Kawaharazuka | aanvaller  |
| 8.  | Michio Ochiro        | verdediger |
| 9.  | Shusei Yamauchi      | aanvaller  |
| 10. | Katsuhiro Yoshii     | aanvaller  |
| 11. | Kunihiro Wakabayashi | aanvaller  |
| 12. | Tomoya Ginoza        | doelman    |

Bondscoach:  Japan Takeshi Kahawarazuka